# Il pasto nudo
Il pasto nudo (Naked Lunch) è un film del 1991 diretto da David Cronenberg.
Il film è ispirato al romanzo Pasto nudo dello scrittore statunitense William S. Burroughs, nonché alle reali circostanze in cui Burroughs scrisse a Tangeri il suo romanzo, pubblicato prima in Francia nel 1959 e poi nel 1962 negli USA.

## Trama
Lo sterminatore di scarafaggi William Lee scopre che sua moglie Joan si droga con la polvere gialla utilizzata per uccidere gli insetti. Quando Lee è arrestato per possesso di stupefacenti, viene portato in commissariato in stato di allucinazione: qui vede un agente segreto sotto forma di uno scarafaggio gigante. Quest'ultimo assegna a Lee la missione di uccidere Joan, la quale sarebbe una spia dell'organizzazione Interzone Incorporated. Lee uccide lo scarafaggio, ma quando torna a casa trova sua moglie a letto con l'amico scrittore Hank mentre un altro amico, Martin, recita poesie ad alta voce. William invita sua moglie a giocare al "Guglielmo Tell" con un bicchiere e una pistola, e le spara alla testa uccidendola: in questo modo porta a termine, inconsapevolmente, la missione assegnatagli.
A questo punto William viene contattato da un alieno in un bar: gli spiega che deve allontanarsi dalla città e viene dunque inviato nell'Interzona per scrivere rapporti sull'attività dell'organizzazione nemica. L'alieno gli porge il biglietto per l'Interzona scusandosi per il fatto che è di classe economica e gli suggerisce, giunto a destinazione, di comprare una macchina da scrivere particolare, una "Clark Nova" portatile. Sempre sotto effetto di allucinazioni, vede le macchine da scrivere trasformarsi in scarafaggi giganti e invitarlo a trovare un fantomatico dottor Benway. Per farlo dovrà sedurre Joan Frost, alter ego della moglie uccisa.
William capisce che il dottor Benway è il capo di un'organizzazione che produce una droga chiamata "carne nera", ottenuta da millepiedi giganti. In breve riesce ad arrivare al dottore, che si nascondeva sotto i panni della domestica di Joan Frost, Fadela.
Dopo avere sgominato l'organizzazione di Benway e inviato il rapporto finale sulla vicenda, William può volare ad Annexia insieme a Joan Frost, di cui si è innamorato. Alla frontiera due agenti gli chiedono i documenti e i motivi per cui sia in visita nel paese. William afferma di essere uno scrittore, gli agenti gli chiedono delle prove e l'uomo si gira nella parte posteriore del suo autoveicolo, dove giace Joan Frost dormiente. William la sveglia e le propone di giocare al Guglielmo Tell, uccidendola di nuovo. Gli agenti gli permettono allora di entrare ad Annexia.

## Adattamento
La trama del film prende spunto da alcune visioni del romanzo Pasto nudo, che non è costituito da una vera e propria storia, bensì da una serie di episodi sconnessi ai quali Cronenberg si è rifatto per scrivere la sceneggiatura del film: gli scarafaggi, il dottor Benway, l'Interzona sono tutti elementi più volte presenti nel romanzo.
Nella seconda parte del film, si narra un episodio della vita reale di Burroughs: Martin e Hank, che rappresentano rispettivamente Allen Ginsberg e Jack Kerouac, recuperano William dal suo viaggio nell'Interzona e lo invitano a concludere e pubblicare il suo romanzo, che ha intitolato Pasto nudo, aiutandolo a ordinare le centinaia di fogli di appunti stesi fino a quel momento. William però afferma di non ricordare di avere scritto quei fogli, nemmeno le lettere che Martin sostiene di avere ricevuto. In realtà, nel 1957 Burroughs fu davvero ritrovato a Tangeri da Kerouac e Ginsberg, sotto effetto di droga e sommerso da fogli di carta che lo scrittore non ricordava di avere scritto. I due amici lo aiutarono a ricomporre i frammenti per dare vita al romanzo Pasto nudo, che lo rese celebre in tutto il mondo.
Burroughs era fuggito a Tangeri dopo avere commesso l'omicidio accidentale di sua moglie, giocando al Guglielmo Tell con una pistola: un episodio riportato per ben due volte nel film, a sottolineare il trauma subìto dallo scrittore.

## Riconoscimenti
- Genie Awards 1992
  - Miglior film
  - Miglior attrice non protagonista (Monique Mercure)
  - Miglior regia
  - Miglior fotografia
  - Miglior scenografia
  - Miglior montaggio sonoro
  - Miglior suono
- Boston Society of Film Critics Awards 1992
  - Miglior sceneggiatura
- London Critics Circle Film Awards 1993
  - Judy Davis attrice dell'anno (anche per Mariti e mogli e Barton Fink - È successo a Hollywood)
- National Society of Film Critics Awards 1992
  - Miglior regia
  - Miglior sceneggiatura
- New York Film Critics Circle Awards 1991
  - Miglior attrice non protagonista (Judy Davis)
  - Miglior sceneggiatura